# Elecciones provinciales de Formosa de 2011
Las elecciones generales de la provincia de Formosa de 2011 tuvieron lugar el domingo 23 de octubre del mencionado año, con el objetivo de renovar los cargos de Gobernador y Vicegobernador, así como 15 de los 30 escaños de la Cámara de Diputados provinciales, componiendo los poderes ejecutivo y legislativo de la provincia para el período 2011-2015. Fueron las octavas elecciones desde la restauración de la democracia, y las decimosegundas elecciones desde la provincialización del territorio formoseño. Asimismo, fueron las quintas desde la llegada de Gildo Insfrán a la gobernación.
Habiendo gobernado la provincia desde 1995, Insfrán se presentó para un quinto mandato apoyado por el Partido Justicialista (PJ), dentro de la coalición oficialista a nivel nacional, el Frente para la Victoria (FpV). Su compañero de fórmula y candidato a vicegobernador sería nuevamente Floro Bogado, que había sido gobernador entre 1983 y 1987. Al mismo tiempo, el gobierno modificó la controvertida ley de doble voto simultáneo, o "ley de lemas", que permitía la realización de múltiples candidaturas en un mismo lema. Esto llevó a que la oposición se viera forzada a organizarse en torno a una candidatura común. De este modo, el candidato fue Francisco Nazar, sacerdote católico que había solicitado una "licencia revocable" sobre su ministerio mientras desempeñara cargos políticos. Nazar era apoyado por una coalición de partidos denominada "Frente Amplio Formoseño" (FAF), aunque nominalmente fue candidato solo por la lista de la Unión Cívica Radical (UCR).
Insfrán obtuvo la victoria con el 75.21% de los votos contra el 24.19% de Nazar, a pesar de las altas expectativas de un repunte opositor durante la campaña. Las demás candidaturas sumaron solo un 0.60%. Asimismo, el FpV obtuvo 12 de las 15 bancas en disputa contra 3 de la UCR, garantizándose la continuidad de su mayoría absoluta de dos tercios en la legislatura provincial. La participación fue del 70.01% del electorado registrado.

## Antecedentes
Al igual que la mayoría de las provincias del extremo norte de la República Argentina, la provincia de Formosa ha sido gobernada desde la restauración de la democracia en 1983 por políticos provenientes del Partido Justicialista (PJ), siendo considerada un bastión peronista por excelencia (desde 1983 hasta 2019, el PJ no ha perdido una sola elección en territorio formoseño). En 1995, fue elegido gobernador Gildo Insfrán, quien logró una reforma constitucional en 2003 para abolir el límite de mandatos constitucionales para la gobernación, permaneciendo ininterrumpidamente en el cargo durante más de veinte años, siendo el gobernador que más tiempo ha ejercido el ejecutivo provincial de una provincia argentina. Durante su largo mandato, Insfrán ha sido acusado de corrupción, así como de reducir intencionalmente al mínimo la actividad privada de la provincia, provocando una dependencia persistente de la población de parte del estado. Según datos del Ministerio de Trabajo de Argentina, Formosa es la provincia con menos empleados en el sector privado, lo que analistas políticos consideran como un causal para la hegemonía política ejercida por Insfrán. El gobernador ha sido acusado también de autoritarismo, intimidación a la oposición y de cometer fraude electoral mediante el transporte de votantes desde el país vecino, Paraguay, con quien comparte más de 750 kilómetros de frontera. Estas características han provocado que medios de comunicación opositores se refieran a Formosa como una "monarquía de facto" o una "provincia con dueño".

## Candidaturas
A partir de 2010, la oposición formoseña comenzó un proceso de reorganización. A pesar de la creciente hegemonía del kirchnerismo (al que Insfrán adhería desde 2003) a nivel nacional, en Formosa hubo grupos de simpatizantes de dicho movimiento político que discrepaban con el gobernador, por considerar que sus políticas no coincidían con las del gobierno nacional. El peronismo disidente, encabezado por el predecesor de Insfrán, Vicente Bienvenido Joga, y el radicalismo, liderado por el senador Luis Naidenoff y Ricardo Buryaile, comenzaron a negociar la formación de un "Frente Amplio Formoseño", que aglutinaría a toda la oposición al gobierno de Insfrán, exceptuando la izquierda trotskista y otros partidos minoritarios. Empezó también a surgir la figura independiente del sacerdote local Francisco Nazar, que no había ocupado nunca un cargo público y había decidido solicitar una "licencia" de su ministerio a la Iglesia Católica para presentar su candidatura, que le fue concedida. Nazar se identificaba con el peronismo y el kirchnerismo, aunque no estaba afiliado a ningún partido político. Debido al sistema de doble voto simultáneo o "ley de lemas" empleado en la provincia, los tres grupos opositores acordaron presentar al Frente Amplio como un lema con los tres referentes (Joga, Buryaile y Nazar) como sublemas, así evitarían un contrapeso. Sin embargo, el 30 de junio de 2011 fueron aprobadas una sorpresivas modificaciones a la ley electoral, eliminando parcialmente la ley de lemas para gobernador y vicegobernador. Insfrán declaró el 2 de julio, dos días más tarde, que buscaría la reelección, nuevamente con el exgobernador Floro Bogado como compañero de fórmula.
El revés que significaba la derogación del sistema de lemas llevó a que la oposición tuviera que organizarse en torno a una única candidatura. La figura de Nazar, muy popular por su actividad misionera en el interior de la provincia y por su perfil religioso y peronista (dos visiones mayoritarias dentro de la sociedad formoseña de acuerdo con el propio candidato) se vio beneficiada por esta situación, y se resolvió que el candidato a gobernador por el Frente Amplio Formoseño sería él, con la médica María Teresa Occello como compañera de fórmula. El 20 de septiembre, el Tribunal Electoral de Formosa desreconoció al Frente Amplio como fuerza política y exigió que Nazar y Occello solo podía presentarse bajo la lista de la Unión Cívica Radical (UCR), lo que finalmente se decidió. Nazar denunció que la justicia electoral buscaba "proscribir" su candidatura con esta medida y debilitarlo políticamente, pero las autoridades formoseñas negaron que esto fuera así, y que simplemente muchas de las fuerzas que integraban el FAF no cumplían requisitos legales, por lo que la fórmula Nazar-Occello debía presentarse por medio de otra lista. Además del FAF, hubo otras fuerzas de oposición, el Frente de Izquierda y de los Trabajadores (FIT), representado en Formosa por el Partido Obrero (PO), presentó a Natalia Coronel para la gobernación, con Jorge Paredes como compañero de fórmula, siendo la única candidata mujer a gobernadora. Parte del peronismo disidente, sobre todo el sector que apoyaba la candidatura presidencial de Eduardo Duhalde, rechazó adherir al FAF y creó el "Acuerdo Republicano Federal" bajo la fórmula Carlos Varela-Mirta Martínez. Por último, el partido indigenista Acción Nativa presentó el binomio Julio Argentino Vázquez-Juan Pereyra.

## Campaña
Nazar basó su campaña en la doctrina social de la Iglesia, y en resaltar las diferencias entre el gobierno de Cristina Fernández de Kirchner y el de Insfrán en la provincia, considerando que las políticas de Insfrán no beneficiaban al pueblo formoseño y que "no representaban" al modelo kirchnerista. La campaña del Frente Amplio Formoseño contó con numerosos eslóganes ingeniosos, que fueron pintados por partidarios suyos en varias paredes de la capital provincial, siendo destacado el de: "¡Formosa tiene cura!" (en referencia tanto a una "curación" de los problemas de la provincia como a la vocación sacerdotal de Nazar). Cuando se le preguntó por qué había decidido ingresar a la política siendo sacerdote, Nazar replicó que, fuera de su vocación, un sacerdote es "un ciudadano más" y que, como tal, tenía los mismos deberes y derechos cívicos. Declaró encontrarse satisfecho con las políticas sociales implementadas por el kirchnerismo, pero defendió la nacesidad de realizar pequeños emprendimientos desde el estado para que la población generara sus propios ingresos y se incrementara la cultura del trabajo en la provincia, que él consideraba "casi completamente perdida" debido a la dependencia del estado que manifestaba la población bajo el gobierno de Insfrán, declarando que "los planes sociales son necesarios, pero crean esclavos". Nazar también acusó a Insfrán de infundir miedo en la población, de ser autoritario, y defendió la necesidad de la alternancia política.
Diez días antes de las elecciones, el 13 de octubre, el diario porteño Crónica publicó un artículo sin citar testigos ni referencias, afirmando que Nazar mantenía desde hacía años una relación clandestina con una mujer aborigen, con la cual había tenido dos hijas por las que, supuestamente, tendría también nietos. La nota se trasladó a los medios provinciales formoseños rápidamente, comparando a Nazar con el vecino presidente paraguayo, Fernando Lugo, que también había tenido varios casos de paternidad siendo sacerdote. Ninguno de los allegados al sacerdote aceptaron responder preguntas al respecto, y los medios de comunicación que intentaron entrevistar al obispo local no recibieron respuesta. Un artículo posterior, del medio Tres Líneas, acusó al gobierno de Insfrán de haber instigado el artículo como parte de una "campaña sucia" debido a que tenía "miedo de perder".
Al terminar las elecciones, algunos medios se hicieron eco de una noticia publicada por el portal Opinión Ciudadana que informó que el día jueves por la noche, tres días antes de los comicios, el candidato a intendente José Luis Maldonado por el partido Frente Amplio y compañero de Nazar fue agredido con un arma blanca por un puntero político.

## Resultados

### Gobernador y Vicegobernador
|  | 25,69 % |

|  | 6,98 % |

|  | 3,49 % |

|  | 3,17 % |

|  | 2,93 % |

|  | 2,76 % |

|  | 2,41 % |

|  | 1,88 % |

|  | 1,62 % |

|  | 1,58 % |

|  | 1,56 % |

|  | 1,20 % |

|  | 1,17 % |

|  | 1,07 % |

|  | 0,86 % |

|  | 0,79 % |

|  | 0,78 % |

|  | 0,77 % |

|  | 0,75 % |

|  | 0,74 % |

|  | 0,72 % |

|  | 0,72 % |

|  | 0,64 % |

|  | 0,62 % |

|  | 0,61 % |

|  | 0,61 % |

|  | 0,61 % |

|  | 0,56 % |

|  | 0,56 % |

|  | 0,56 % |

|  | 0,54 % |

|  | 0,53 % |

|  | 0,52 % |

|  | 0,52 % |

|  | 0,47 % |

|  | 0,46 % |

|  | 0,45 % |

|  | 0,42 % |

|  | 0,42 % |

|  | 0,37 % |

|  | 0,35 % |

|  | 0,34 % |

|  | 0,32 % |

|  | 0,32 % |

|  | 0,29 % |

|  | 0,17 % |

|  | 0,15 % |

|  | 0,10 % |

|  | 0,05 % |

|  | 75,21 % |

|  | 2,87 % |

|  | 2,82 % |

|  | 2,76 % |

|  | 2,17 % |

|  | 1,96 % |

|  | 1,51 % |

|  | 1,44 % |

|  | 1,37 % |

|  | 1,27 % |

|  | 1,26 % |

|  | 1,22 % |

|  | 1,06 % |

|  | 0,87 % |

|  | 0,81 % |

|  | 0,57 % |

|  | 0,14 % |

|  | 0,09 % |

|  | 24,19 % |

|  | 0,18 % |

|  | 0,12 % |

|  | 0,08 % |

|  | 0,39 % |

|  | 0,21 % |

|  | 0,00 % |

|  | 0,00 % |

|  | 0,00 % |

|  | 0,00 % |

|  | 91,11 % |

|  | 8,26 % |

|  | 0,63 % |

|  | 100 % |

|  | 70,01 % |

### Cámara de Diputados
|  | 75.54 % |

|  | 23.23 % |

|  | 0.56 % |

|  | 0.41 % |

|  | 0.27 % |

|  | 0.00 % |

|  | 87.20 % |

|  | 12.17 % |

|  | 0.63 % |

|  | 100.00 % |

|  | 70.01 % |